# Claudio Randrianantoanina
Claude Randrianantoanina né le 28 juillet 1987 est un footballeur Franco-Malgache, évoluant au poste milieu de terrain et mesure 1,81 m
il est actuellement chauffeur de bus 
Il est le frère de Marco Randrianantoanina